# Myrmecotypus rettenmeyeri
Myrmecotypus rettenmeyeri es una especie de araña araneomorfa del género Myrmecotypus, familia Corinnidae. Fue descrita científicamente por Unzicker en 1965.
Se distribuye por América Central: Panamá. La especie se mantiene activa durante los meses de mayo y agosto.